# Фраскароло
Фраскароло (итал. Frascarolo) — коммуна в Италии, находится в регионе Ломбардия, в провинции Павия.
Население составляет 1273 человека (2008), плотность населения составляет 55 чел./км². Занимает площадь 23 км². Почтовый индекс — 27030. Телефонный код — 0384.
Покровителем коммуны почитается святой Виталий, празднование 28 апреля.

## Демография
Динамика населения:

## Администрация коммуны
- Официальный сайт: